# Aphanisis
Aphanisis – lęk przed utratą własnej seksualności. U mężczyzn przejawia się ono lękiem przed kastracją lub utratą członka, natomiast u kobiet przejawia się lękiem przed porzuceniem lub odrzuceniem.

Przeczytaj ostrzeżenie dotyczące informacji medycznych i pokrewnych zamieszczonych w Wikipedii.